# 道暉芝
道暉芝（韓語："도회지"／ Do hoe ji；英文名：Dovely；1991年5月6日—），韓國知名網路模特兒。因長相酷似韓國著名女演員金泰熙，因此亦有「小金泰熙」之稱。

## 生涯
2017年7月，道暉芝被爆料與韓國知名演員李知勳交往，而後，男方給予回應，表示兩者已分手。

## 出演作品
- Star king
- 臉讚時代